# Нава-де-Бехар
Нава-де-Бехар (ісп. Nava de Béjar) — муніципалітет в Іспанії, у складі автономної спільноти Кастилія-і-Леон, у провінції Саламанка. Населення — 109 осіб (2010).
Муніципалітет розташований на відстані близько 170 км на захід від Мадрида, 55 км на південь від Саламанки.

## Демографія
Динаміка населення (INE ):

## Зовнішні посилання
- Провінційна рада Саламанки: індекс муніципалітетів [Архівовано 23 квітня 2009 у Wayback Machine.]
- Вебсторінка муніципалітету Нава-де-Бехар [Архівовано 16 лютого 2022 у Wayback Machine.]
- Посилання на Google Maps